# Hildebrandtiella guyanensis
Hildebrandtiella guyanensis là một loài Rêu trong họ Pterobryaceae. Loài này được (Mont.) W.R. Buck miêu tả khoa học đầu tiên năm 1991.